# كوفينغتون (واشنطن)
كوفينغتون (بالإنجليزية: Covington)‏ هي إحدى مدن ولاية واشنطن في الولايات المتحدة الأمريكية.

## التركيبة السكانية
قام مكتب تعداد الولايات المتحدة بتحديد بيانات التركيبة السكانية لكوفينغتون في تعداد الولايات المتحدة. في ما يلي، التركيبة السكانية حسب تعدادي 2000 و2010.

### تعداد عام 2000
بلغ عدد سكان كوينغتون 2,559 نسمة بحسب تعداد عام 2000، وبلغ عدد الأسر 1,011 أسرة وعدد العائلات 702 عائلة مقيمة في القرية. في حين سجلت الكثافة السكانية 2,220.9 نسمة لكل ميل مربع (857.5/كم2). وبلغ عدد الوحدات السكنية 1,075 وحدة بمتوسط كثافة قدره 933.0 نسمة لكل ميل مربع (360.2/كم2).
وتوزع التركيب العرقي للقرية بنسبة 98.79% من البيض و 0.04% من الأمريكيين ذوي الأصول الآسيوية و 0.16% من الأمريكيين الأفارقة و 0.59% من عرقين مختلطين أو أكثر.
بلغ عدد الأسر 1,011 أسرة كانت نسبة 30.6% منها لديها أطفال تحت سن الثامنة عشر تعيش معهم، وبلغت نسبة الأزواج القاطنين مع بعضهم البعض 56.2% من أصل المجموع الكلي للأسر، ونسبة 9.7% من الأسر كان لديها معيلات من الإناث دون وجود شريك، وكانت نسبة 30.5% من غير العائلات. تألفت نسبة 26.5% من أصل جميع الأسر من أفراد ونسبة 12.9% كانوا يعيش معهم شخص وحيد يبلغ من العمر 65 عاماً فما فوق. وبلغ متوسط حجم الأسرة المعيشية 2.93، أما متوسط حجم العائلات فبلغ 2.44.
بلغ العمر الوسطي للسكان 38 عاماً. وكانت نسبة 23.9% من القاطنين تحت سن الثامنة عشر، وكانت نسبة 8.2% بين الثامنة عشرة والأربعة وعشرين عاماً، ونسبة 28.2% كانت واقعةً في الفئة العمرية ما بين الخامسة والعشرين والأربعة وأربعين عاماً، ونسبة 21.9% كانت ما بين الخامسة والأربعين والرابعة والستين، ونسبة 17.7% كانت ضمن فئة الخامسة والستين عاماً فما فوق. يوجد لكل 100 أنثى 90.5 ذكر، ويوجد لكل 100 أنثى في الثامنة عشر من عمرها فما فوق 84.0 ذكر.
بلغ متوسط دخل الأسرة في القرية 41,042 دولار، أما متوسط دخل العائلة فبلغ 44,924 دولار. وكان متوسط دخل الذكور 32,750 دولار مقابل 24,387 دولار للإناث. وسجل دخل الفرد الخاص بالقرية 18,888 دولار. وكانت نسبة 1.0% من العائلات ونسبة 2.6% من السكان تحت خط الفقر، ولا أحد منهم تحت سن الثامنة عشر ونسبة 3.6% في الخامسة والستين من العمر وما فوق.

### تعداد عام 2010
بلغ عدد سكان كوفينغتون 17,575 نسمة بحسب تعداد عام 2010، وبلغ عدد الأسر 5,817 أسرة وعدد العائلات 4,649 عائلة مقيمة في المدينة. في حين سجلت الكثافة السكانية 2,999.1 نسمة لكل ميل مربع (1,158.0/كم2). وبلغ عدد الوحدات السكنية 6,081 وحدة بمتوسط كثافة قدره 1,037.7 لكل ميل مربع (400.7/كم2).
وتوزع التركيب العرقي للمدينة بنسبة 76.1% من البيض و 0.8% من الأمريكيين الأصليين و 8.5% من الأمريكيين ذوي الأصول الآسيوية و 0.6% من سكان جزر المحيط الهادئ و 4.2% من الأمريكيين الأفارقة و 5.8% من عرقين مختلطين أو أكثر.
بلغ عدد الأسر 5,817 أسرة كانت نسبة 46.5% منها لديها أطفال تحت سن الثامنة عشر تعيش معهم، وبلغت نسبة الأزواج القاطنين مع بعضهم البعض 63.2% من أصل المجموع الكلي للأسر، ونسبة 11.0% من الأسر كان لديها معيلات من الإناث دون وجود شريك، بينما كانت نسبة 5.7% من الأسر لديها معيلون من الذكور دون وجود شريكة وكانت نسبة 20.1% من غير العائلات. تألفت نسبة 14.4% من أصل جميع الأسر من أفراد ونسبة 4.1% كانوا يعيش معهم شخص وحيد يبلغ من العمر 65 عاماً فما فوق. وبلغ متوسط حجم الأسرة المعيشية 3.31، أما متوسط حجم العائلات فبلغ 3.02.
بلغ العمر الوسطي للسكان 34.7 عاماً. وكانت نسبة 28.6% من القاطنين تحت سن الثامنة عشر، وكانت نسبة 8.8% بين الثامنة عشرة والأربعة وعشرين عاماً، ونسبة 28.9% كانت واقعةً في الفئة العمرية ما بين الخامسة والعشرين والأربعة وأربعين عاماً، ونسبة 27.4% كانت ما بين الخامسة والأربعين والرابعة والستين، ونسبة 6.3% كانت ضمن فئة الخامسة والستين عاماً فما فوق. وتوزع التركيب الجنسي للسكان بنسبة 50.0% ذكور و50.0% إناث.